# Birmese tortel
De Birmese tortel (Streptopelia xanthocycla) is een vogel uit de familie van de duiven (Columbidae). Dit taxon werd in 1906 als ondersoort van de Turkse tortel (S. decaocto) beschreven en stond zo tot versie 11.1 (2021) op de IOC World Bird List.

## Herkenning
De Birmes tortel verschilt van de Turkse tortel op grond van kleuren in het verenkleed, de duidelijke oogring, het geluid en de geïsoleerde ligging van het verspreidingsgebied.

## Verspreiding en leefgebied
Deze soort komt voor in Myanmar.